# 危險群島
危險群島（英語：Danger Islands）是南極洲的群島，位於葛拉漢地，處於茹安維爾島東南面24公里，屬於茹安維爾群島的一部分，在1842年12月28日由詹姆斯·克拉克·羅斯發現，現時由南極條約體系管理。

## 島嶼
- 達爾文島
- 比格爾島
- 厄爾島
- 赫羅伊納島
- 班島
- 普拉托島